# Aranhas
Aranhas es una freguesia portuguesa del concelho de Penamacor, con 5,50 km² de superficie y  440 habitantes (2001). Su densidad de población es de 80,0 hab/km².